# Anna Mikołajczyk-Niewiedział
Anna Mikołajczyk-Niewiedział (ur. 29 stycznia 1972 w Lidzbarku Warmińskim) – polska śpiewaczka, sopranistka. Zdobywczyni 7 „Fryderyków”.

## Życiorys
Absolwentka Akademii Muzycznej im. Fryderyka Chopina w Warszawie, w klasie śpiewu Małgorzaty Marczewskiej.
Wykonawczyni muzyki oratoryjno-kantatowej, a także pieśni, muzyki dawnej i współczesnej.
Dokonała wielu nagrań, a w 2007 roku ukazała się jej pierwsza solowa płyta zawierająca dwa cykle pieśni Karola Szymanowskiego – Rymy dziecięce op. 49 oraz Pieśni księżniczki z bajki op. 33. Śpiewaczce podczas realizacji nagrania towarzyszył pianista Edward Wolanin.
Wzięła udział jako solistka w nagraniach muzyki dawnej z zespołem Ars Nova: Muzyka Polskiego Średniowiecza (Travers, 2006), Muzyka Polskiego Renesansu (Travers, 2007), O cudownych uzdrowieniach (Travers, 2007), Bogurodzica (DUX, Czas Kultury, Tonpress, 1997).
Odtwórczyni roli tytułowej w spektaklu Madame Curie (2011, reż. Marek Weiss, muz. Elżbieta Sikora, libretto Agata Miklaszewska).

## Dyskografia

### Albumy imienne
- 2007: Szymanowski: Songs Ops. 31 & 49 (+ Edward Wolanin) [Dux]

### Inne albumy
- 2016: Paweł Łukaszewski: IV Symfonia – Symfonia o Bożym Miłosierdziu [Musica Sacra Edition]
- 2016: Paweł Łukaszewski: Musica Profana 1 Dux]
- 2016: Stanisław Moryto [Dux]
- 2015: Paweł Łukaszewski: Symphony of Providence (DVD) [Dux]
- 2014: Pasquale Anfossi: Oratorio La morte di San Filippo Neri [Dux]
- 2013: Elżbieta Sikora: Madame Curie DVD [Dux]
- 2013: Musica Sacromontana – Józef Zeidler, Piotr Niestrawski [Dux]
- 2012: Musica sacra 1 (Symphony No.2 / Gaudium et Spes / Trinity Concerto / Sinfonietta) [Dux]
- 2008: O cudownych uzdrowieniach – Ars Nova [Travers / Parafia p.w. Św. Trójcy w Warszawie]
- 2007: Jasnogórska muzyka dawna, vol. 14 / Ciemne jutrznie [Dux]
- 2007: Muzyka polskiego renesansu [Travers]
- 2007: Musica Sacromontana – Józef Zeidler [Polskie Radio SA/Stowarzyszenie Miłośników Muzyki Świętogórskiej im. J. Zeidlera]
- 2007: Paweł Łukaszewski – Sacred Music [Musica Sacra Edition]
- 2006: Baird / Łukaszewski / Błażewicz / Borkowski [Musica Sacra Edition]
- 2006: Jasnogórska muzyka dawna, vol. 13 [Dux]
- 2006: Muzyka polskiego średniowiecza [Travers]
- 2005: Johann David Holland – Agatka [Musicon]
- 2005: Laboratory of Contemporary Music – 2004 [Acte Préalable]